# Megalobulimus oblongus
Megalobulimus oblongus, también conocido como Strophocheilus oblongus, es una especie de gastrópodo pulmonado terrestre de la familia Strophocheilidae.

## Descripción
La concha de esta especie de caracol pueden variar en color de marrón, de color canela, de color rosado. No hay marcas de color en la concha en la parte interna. Puede crecer tan alto como 70 a 100 mm, con 5-6 espirales. La apertura (boca) y los labios de los adultos de esta especie son de color rosa. El ombligo está cubierto por la columela. Esta especie es muy similar en apariencia a los caracoles gigantes africanos, sin embargo, las diferencias obvias incluyen:
- La espiral justo por encima de la espiral del cuerpo tiene una protuberancia característica y la Columela de las lissachatinas es truncada .
- El cuerpo del animal tiene un suave, textura gelatinosa, si se compara con la sensación más correosa de la achatinidos.
- El caparazón del Megalobulimus oblongus es blanco, mientras que el de los caracoles gigantes africanos es color pardo.
- En la cabeza parte de la boca, posee "frodas" (unas pequeñas protuberancias de lado y lado de la misma) que en los caracoles africanos no las tienen.

## Distribución
Megalobulimus oblongus posee una amplia distribución en Sudamérica, habiéndose señalado su presencia en Brasil Uruguay, Paraguay, Colombia, Argentina y Venezuela (país donde se le conoce vulgarmente como guacara o guarura). Adicionalmente se le ha señalado en el Caribe, en las islas de Barbados y Jamaica.

## Alimentación
Se alimenta de vegetales de hoja tierna que encuentra en su hábitat, como por ejemplo una planta autóctona de Argentina denominada Oreja de Ratón (Dichondra microcalyx). También comen lechuga y otras plantas de la huerta, y a causa de eso es común que los maten. Hay que protegerlos, ya que son autóctonos y no son plaga.

## Reproducción
Son hermafroditas, es decir, pueden reproducirse con cualquier otro caracol de su especie. 
Ambos ponen huevos. Cuando nacen tienen un caparazón muy frágil de color marrón. Cuando crecen se vuelve fuerte y color blanco , no cambian su caparazón.

### Video
- Youtube: Megalobulimus oblongus 3.11.10
- http://www.discoverlife.org/mp/20q?search=Megalobulimus+oblongus

- Datos: Q6808455
- Multimedia: Megalobulimus oblongus / Q6808455
- Especies: Megalobulimus oblongus